# Тоні Димитрова
Антуанета Димитрова Петкова (псевдонім Тоні Димитрова(10 січня 1963 року, м. Бургас — болгарська поп- співачка.

## Біографія
Тоні Димитрова народилась 10 січня 1963 року в місті Бургас у родині військового. Дитинство пройшло в селі Звездец (на батьківщині її батька), потім в Слівені. Тоні закінчила середню школу в місті Бургас, а потім відвідувала курси машинопису та стенографії в Старій Загорі. Спочатку працювала  друкаркою в міській  адміністрації. Після кількох років роботи друкаркою вона почала серйозно займатися музикою. У 1988 році почала співати з друзями в барах.  

### Кар'єра співачки
У 1990 році  Тоні залишила роботу друкарки, почала співати у барах. У 1995 році взяла участь у конкурсі, організованому Євою і Гого з популярної в 1970-х роках групи «Тоніка». Вона пройшла прослуховування на студії «Гарячий пісок», а в січні 1996 року була призначена солісткою оркестру. Так почалася її кар'єра професійної співачки.
Влітку 1996 року Тоні брала участь у конкурсі «Бургас і море», де отримала три премії за пісню «Ах, море», яка стала візитною карткою співачки. Пісня увійшов до її першого сольного альбому 1997 року. У 1999 році випустила альбом «Як справи, Тоні?» У 2002 році вийшов альбом «Тоні Димитрова - дуети», до якого увійшли пісні, виконані з Веселином Мариновим, Орліном Горановим, Георгієм Найденовим-Гого, Пламеном Ставревим,  . Серед її найуспішніших дуетів – пісня з Борисом Гуджуновим .
У 2003 році вийшли збірки «Срібна колекція 1» і «Срібна колекція 2». Вирізняються хіти: «Ах, море», «Один раз живеш», «Старий капітан», «Про тебе говорять», «Балканський синдром» тощо
У 2004 році вийшов альбом  з хітами: «В дорозі», «Повільна ріка», «Ні день, ні вечір».
У 2005 році вийшла збірка, до якої увійшли хіти: «Про тебе говорять», «Балканський синдром», «Я все ще люблю тебе», «Чашка кави», «Ні день ні вечір» і «Ах, море».
У 2011 році Тоні Димитрова випустила альбом «Добрий вечір, добрий день » з хітами: «Добрий вечір, добрий день», «Перші дві сльози», «Танго мрій», «Коли ти зі мною», «Там, де ти є», «Осінь у Бургасі», «Літній кінотеатр», «Старі друзі йдуть».
Восени 2017 року Тоні Дімітрова розпочала тур із проектом «Мої невідправлені листи». 
20 червня 2018р – прем’єра нової пісні «Сто жарких днів». Автори тексту – Явор Велчев і Росен Сеновскі, музика – Явор Велчев, аранжування – Іван Христов.
9 квітня 2019 року вийшла пісня «Lost». Автором тексту та музики є Розен Сеновскі, аранжування Розен Сеновскі та Нівелін Мірков.
22 червня 2021 року вийшла її нова пісня - «Кохання у наш час». Автором тексту є Красімір Трифонов, а автором музики та аранжування є Святослав Лобошкі.

## Нагороди
| рік      | Нагорода   | Пісня / Композитор                          | Фестиваль                                 | Місто / Країна |
| -------- | ---------- | ------------------------------------------- | ----------------------------------------- | -------------- |
| 1997 рік | Гран-прі   | «Старий і море» (муз. Стефан Маринов )      | Фестиваль веселої пісні " Бургас і море " | Бургас         |
| 1996 рік | ІІ премія  | «Ти, я і море» (муз. Стефан Маринов)        | Фестиваль веселої пісні " Бургас і море " | Бургас         |
| 1995 рік | III премія | «О, море. . . " </br> (муз. Стефан Маринов) | Фестиваль веселої пісні " Бургас і море " | Бургас         |